# Американо-ватиканские отношения
Американо-ватиканские отношения — двусторонние дипломатические отношения между США и Ватиканом. 

## История
С 1797 по 1870 год Соединенные Штаты поддерживали консульские отношения с Ватиканом, а затем установили дипломатические отношения с Папой Римским (в качестве главы Папского государства) с 1848 по 1868 год. В 1870 году Итальянское королевство включило территорию Ватикана в свой состав. С 1870 по 1984 год Соединенные Штаты не имели дипломатических отношений с Ватиканом. Несколько американских президентов, однако, посещали периодически Ватикан для обсуждения международных, гуманитарных и политических вопросов. В 1984 году США и Ватикан возобновили дипломатические отношения. Соединенные Штаты и Ватикан консультируются и сотрудничают по многим международным вопросам, представляющим взаимный интерес, в том числе: соблюдение прав человека, межрелигиозное взаимопонимание, предотвращение конфликтов и охрана окружающей среды.

## Торговля
США не имеют существенного товарооборота с этой страной, уровень инвестиций ограничен[значимость факта?].